# Austrolebias patriciae
Austrolebias patriciae är en fiskart som först beskrevs av Huber, 1995.  Austrolebias patriciae ingår i släktet Austrolebias och familjen Rivulidae. Inga underarter finns listade.